# فحص التهجين الثنائي

نظرة عامة لتقنية التهجين الثنائي للبحث عن تآثر بين بروتينين، سُميا هنا طعم (Bait) وفريسة (Prey).
A. عامل النسخ Gal4 يتكون من نطاقين (AD وBD) أساسيين لنسخ الجين المخبر (LacZ).
C،B. يُحضَّر بروتينان مدمجان (هجينان) Gal4BD+Bait (نطاق الارتباط الخاص بـGal4 يدمج مع البروتين Bait) وGal4AD+Prey (نطاق التفعيل الخاص بـGal4 يدمج مع البروتين Prey). لا أحد من هذين البروتينين المهجنين يمكنه تفعيل بدء نسخ الجين المخبر وحيدا.
D. فقط حين يتآثر الطرفان (Bait) و(Prey) من البروتينين المهجنين ويرتبط النطاقين (AD وBD) بشكل غير مباشر عندها يحدث نسخ الجين المُخبِر.

فحص التهجين الثنائي أو تحري الهجينين  أو نظام الهجينين الخميري (بالإنجليزية: Two-hybrid screening)‏ (Y2H)
هي تقنية تُستخدم في علم الأحياء الجزيئي لاكتشاف تآثرات البروتين-بروتين وتآثراث بروتين-دنا  بالتحري عن تآثرات فيزيائية (كالارتباط مثلا) بين بروتينين أو بروتين وجزيئة دنا. تعتبر تقنية التهجين الثنائي مقايسة تتميم قطعة بروتين.

## الآلية
تحتوي عوامل النسخ على نطاقين بروتينيين أحدهما نطاق الارتباط بالدنا (BD) والثاني نطاق تفعيل النسخ (AD)، ويستغل التهجين الثنائي خاصية أن هذين النطاقين في عوامل النسخ لدى معظم حقيقيات النوى اجتزائية [الإنجليزية] ويمكنهما العمل على مقربة من بعضهما دون الارتباط المباشر. أي حتى لو انفصل عامل النسخ إلى قطعتين، فإن بإمكانه تفعيل النسخ حين تكون القطعتين متصلتين بشكل غير مباشر.
وتتلخص الآلية في تفعيل نسخ جين مخبر بارتباط عامل النسخ الخاص به مع تسلسل تفعيل عكس التيار (UAS)، حيث يتم تهجين بروتينين يُراد معرفة إمكانية تآثرهما بإضافة نطاق الارتباط BD لأحدهما وإضافة نطاق التفعيل AD للآخر. يحدث تفعيل نسخ الجين المُخبِر في حالة واحدة فقط وهي تآثر البروتينين المهجنين الناتجين مع بعضهما.